# Adrianus Rudolphus van den Bent
Adrianus Rudolphus van den Bent, nizozemski general, * 28. februar 1883, Breda, † 6. julij 1957, Amersfoort.
Med januarjem in oktobrom 1946 je bil kancler Nizozemskega viteškega reda.